# Макадам, Колин
Ко́лин Мака́дам (англ. Colin McAdam; 28 августа 1951 — 1 августа 2013) — шотландский профессиональный футболист, наиболее известный по выступлениям за «Рейнджерс». В течение своей карьеры он был как центральным защитником, так и нападающим.

## Игровая карьера
Макадам начал свою профессиональную карьеру, выступая на позиции защитника за «Дамбартон», позже играл за «Мотеруэлл» и «Партик Тисл». Во время выступлений за последний провёл один матч за сборную Шотландской лиги.

### «Рейнджерс»
В июне 1980 года он присоединился к «Рейнджерс» за £ 165 000. Он дебютировал в клубе 9 августа 1980 года в матче высшего дивизиона против «Эйрдрионианс», который закончился со счётом 1:1. Под руководством тренера Джона Грейга Макадам играл в основном на позиции нападающего. Свой первый гол он забил во втором матче против «Партик Тисл», а в итоге стал лучшим бомбардиром клуба с 21 голом.
Следующий сезон оказался не таким успешным, Макадаму пришлось играть в обороне, чтобы заменить травмированных защитников. Постепенно он стал выпадать из основного состава, особенно когда тренером клуба вновь стал Джок Уоллес младший. После 99 матчей и 32 голов в первой команде он покинул «Айброкс».

### Дальнейшая карьера
После двух игр за австралийский клуб «Аделаида Сити» он вернулся в Шотландию, чтобы в сентябре 1985 года подписать контракт с «Харт оф Мидлотиан». Он покинул «Тайнкасл» в октябре 1986 года, сыграв за клуб только шесть раз, выходя на замену.
Он вновь присоединился к своему бывшему клубу, «Партик», где играл в течение двух сезонов, в то время тренером клуба был бывший товарищ Макадама по команде Дерек Джонстон.
После выступления за «Эрвин Мидоу» и «Мэрихилл» Макадам вышел в отставку в 1990 году.
1 августа 2013 года Макадам умер в возрасте 61 года.